# Жо-Вілфрід Тсонга
Жо-Вілфрі́д Тсонга́ (фр. Jo-Wilfried Tsonga, 17 квітня 1985) — колишній французький тенісист, олімпійський медаліст.
Найвищу одиночну позицію світового рейтингу — 5 місце досяг 27 лютого 2012, парну — 33 місце — 26 жовтня 2009 року. Здобув 18 одиночних та 4 парні титули. Завершив кар'єру 2022 року.
Батько Жо-Вілфріда, Дідьє Тсонга, конголезець, який приїхав у Францію грати в гандбол. Жо-Вілфрід народився у Франції.
Тсонга досяг вершини слави на Відкритому чемпіонаті Австралії 2008 року, де він, несіяний гравець, добрався до фіналу, перемігши на своєму шляху чотирьох сіяних гравців, зокрема Рафаеля Надаля. У фіналі Тсонга поступився Новаку Джоковичу 1:3. Успіхи 2008 року дозволили Жо-Вілфріду піднятися в першу десятку рейтингу ATP.
Срібну олімпійську медаль Тсонга виборов у парному розряді разом із Мікаелем Ллодра на літніх Олімпійських іграх 2012.
Тсонга славиться потужною і точною подачею, а також сильним форхендом. За стилем гри він агресивний гравець на задній лінії, хоча може й вміє різноманітнити гру виходами до сітки. Він один із небагатьох гравців у сучасному тенісі, хто застосовує стиль подача-вихід до сітки. Тсонга, попри свою вагу, добре переміщається по корту. Недоліком гравця є недостатня психологічна стабільність.
Тсонга добре грає на всіх покриттях, хоча гра на ґрунті дається йому найважче. Найкращих результатів Жо-Вілфрід досягав на харді.

## Загальна статистика

### Часова шкала результатів на турнірах Великого шлему
| W | Ф | ПФ | ЧФ | #Р | КТ | К# | P# | DNQ | A | Z# | PO | G | S | B | NMS | NTI | P | NH |

| Турнір                                 | 2004 | 2005 | 2006 | 2007 | 2008 | 2009 | 2010 | 2011 | 2012 | 2013 | 2014 | 2015 | 2016 | 2017 | 2018 | 2019 | 2020 | 2021 | 2022 | SR     | В-П    | % перемог |
| -------------------------------------- | ---- | ---- | ---- | ---- | ---- | ---- | ---- | ---- | ---- | ---- | ---- | ---- | ---- | ---- | ---- | ---- | ---- | ---- | ---- | ------ | ------ | --------- |
| Відкритий чемпіонат Австралії з тенісу |      |      |      | 1р   | Ф    | ЧФ   | ПФ   | 3р   | 4р   | ЧФ   | 4р   |      | 4р   | ЧФ   | 3р   | 2р   | 1р   |      |      | 0 / 13 | 37–13  | 74%       |
| Відкритий чемпіонат Франції з тенісу   | К2р  | 1р   |      |      |      | 4р   | 4р   | 3р   | ЧФ   | ПФ   | 4р   | ПФ   | 3р   | 1р   |      | 2р   |      | 1р   | 1р   | 0 / 13 | 28–13  | 68%       |
| Вімблдонський турнір                   |      |      |      | 4р   |      | 3р   | ЧФ   | ПФ   | ПФ   | 2р   | 4р   | 3р   | ЧФ   | 3р   |      | 3р   | NH   | 1р   |      | 0 / 12 | 32–12  | 73%       |
| Відкритий чемпіонат США з тенісу       | К2р  |      |      | 3р   | 3р   | 4р   |      | ЧФ   | 2р   |      | 4р   | ЧФ   | ЧФ   | 2р   |      | 1р   |      |      |      | 0 / 10 | 24–10  | 71%       |
| В-П                                    | 0–0  | 0–1  | 0–0  | 5–3  | 8–2  | 11–4 | 12–3 | 13–4 | 13–4 | 10–3 | 12–4 | 11–3 | 13–4 | 7–4  | 2–1  | 4–4  | 0–1  | 0–2  | 0–1  | 0 / 48 | 121–48 | 72%       |

### Фінали турнірів Великого шолома

#### Одиночний розряд: 1 (1 поразка)
| Результат | Рік  | Турнір                                 | Покриття | Суперник       | Рахунок                 |
| --------- | ---- | -------------------------------------- | -------- | -------------- | ----------------------- |
| Поразка   | 2008 | Відкритий чемпіонат Австралії з тенісу | Тверде   | Новак Джокович | 6–4, 4–6, 3–6, 6–7(2–7) |

### Фінали чемпіонатів завершення сезону

#### Одиночний розряд: 1 (1 поразка)
| Результат | Рік  | Турнір | Покриття   | Суперник       | Рахунок            |
| --------- | ---- | ------ | ---------- | -------------- | ------------------ |
| Поразка   | 2011 | Лондон | Тверде (i) | Роджер Федерер | 3–6, 7–6(8–6), 3–6 |

### Фінали Мастерс 1000

#### Одиночний розряд: 4 (2–2)
| Результат | Рік  | Турнір  | Покриття   | Суперник        | Рахунок       |
| --------- | ---- | ------- | ---------- | --------------- | ------------- |
| Перемога  | 2008 | Париж   | Тверде (i) | Давід Налбандян | 6–3, 4–6, 6–4 |
| Поразка   | 2011 | Париж   | Тверде (i) | Роджер Федерер  | 1–6, 6–7(3–7) |
| Перемога  | 2014 | Торонто | Тверде     | Роджер Федерер  | 7–5, 7–6(7–3) |
| Поразка   | 2015 | Шанхай  | Тверде     | Новак Джокович  | 2–6, 4–6      |

#### Парний розряд: 1 (1 перемога)
| Результат | Рік  | Турнір | Покриття | Партнер        | Суперники                             | Рахунок  |
| --------- | ---- | ------ | -------- | -------------- | ------------------------------------- | -------- |
| Перемога  | 2009 | Шанхай | Тверде   | Жульєн Беннето | Маріуш Фирстенберг Марцин Матковський | 6–2, 6–4 |

### Фінали Олімпіад

#### Чоловіки, парний розряд: 1 (1 срібна)
| Результат | Рік  | Турнір | Покриття | Партнер        | Суперники            | Рахунок       |
| --------- | ---- | ------ | -------- | -------------- | -------------------- | ------------- |
| Срібло    | 2012 | Лондон | Трава    | Мікаель Льодра | Боб Браян Майк Браян | 4–6, 6–7(2–7) |

## Фінали турнірів ATP

### Одиночний розряд: 30 (18 титулів, 12 поразок)
| Легенда                       |
| ----------------------------- |
| Турніри Великого шолома (0–1) |
| ATP World Tour Фінали (0–1)   |
| Тур ATP Мастерс 1000 (2–2)    |
| Тур ATP 500 (2–4)             |
| Тур ATP 250 (14–4)            |

| Титули за покриттям |
| ------------------- |
| Тверде (17–11)      |
| Ґрунт (1–0)         |
| Трава (0–1)         |
| Килим (0–0)         |

| Титули by setting |
| ----------------- |
| Outdoors (5–4)    |
| Indoors (13–8)    |

| Результат | В-П   | Дата     | Турнір                                            | Tier          | Покриття   | Опонент                | Рахунок                 |
| --------- | ----- | -------- | ------------------------------------------------- | ------------- | ---------- | ---------------------- | ----------------------- |
| Поразка   | 0–1   | 2008     | Відкритий чемпіонат Австралії з тенісу, Австралія | Grand Slam    | Тверде     | Новак Джокович         | 6–4, 4–6, 3–6, 6–7(2–7) |
| Перемога  | 1–1   | Вер 2008 | Thailand Open, Таїланд                            | International | Тверде (i) | Новак Джокович         | 7–6(7–4), 6–4           |
| Перемога  | 2–1   | Лис 2008 | Мастерс Париж, Франція                            | Masters 1000  | Тверде (i) | Давід Налбандян        | 6–3, 4–6, 6–4           |
| Перемога  | 3–1   | Лют 2009 | SA Tennis Open, ПАР                               | 250 Series    | Тверде     | Жеремі Шарді           | 6–4, 7–6(7–5)           |
| Перемога  | 4–1   | Лют 2009 | Open 13, Франція                                  | 250 Series    | Тверде (i) | Мікаель Льодра         | 7–5, 7–6(7–3)           |
| Перемога  | 5–1   | Жов 2009 | Japan Open, Японія                                | 500 Series    | Тверде     | Михайло Южний          | 6–3, 6–3                |
| Поразка   | 5–2   | Лют 2011 | Rotterdam Open, Нідерланди                        | 500 Series    | Тверде (i) | Робін Содерлінг        | 3–6, 6–3, 3–6           |
| Поразка   | 5–3   | Чер 2011 | Queen's Club Championships, Велика Британія       | 250 Series    | Трава      | Енді Маррей            | 6–3, 6–7(2–7), 4–6      |
| Перемога  | 6–3   | Вер 2011 | Moselle Open, Франція                             | 250 Series    | Тверде (i) | Іван Любичич           | 6–3, 6–7(4–7), 6–3      |
| Перемога  | 7–3   | Жов 2011 | Vienna Open, Австрія                              | 250 Series    | Тверде (i) | Хуан Мартін дель Потро | 6–7(5–7), 6–3, 6–4      |
| Поразка   | 7–4   | Лис 2011 | Paris Masters, Франція                            | Masters 1000  | Тверде (i) | Роджер Федерер         | 1–6, 6–7(3–7)           |
| Поразка   | 7–5   | Лис 2011 | Фінал ATP, Велика Британія                        | ATP Фінали    | Тверде (i) | Роджер Федерер         | 3–6, 7–6(8–6), 3–6      |
| Перемога  | 8–5   | Січ 2012 | Qatar ExxonMobil Open, Катар                      | 250 Series    | Тверде     | Гаель Монфіс           | 7–5, 6–3                |
| Перемога  | 9–5   | Вер 2012 | Moselle Open, Франція (2)                         | 250 Series    | Тверде (i) | Андреас Сеппі          | 6–1, 6–2                |
| Поразка   | 9–6   | Жов 2012 | China Open, КНР                                   | 500 Series    | Тверде     | Новак Джокович         | 6–7(5–7), 2–6           |
| Поразка   | 9–7   | Жов 2012 | Stockholm Open, Швеція                            | 250 Series    | Тверде (i) | Томаш Бердих           | 6–4, 4–6, 4–6           |
| Перемога  | 10–7  | Лют 2013 | Open 13, Франція (2)                              | 250 Series    | Тверде (i) | Томаш Бердих           | 3–6, 7–6(8–6), 6–4      |
| Поразка   | 10–8  | Лют 2013 | Moselle Open, Франція                             | 250 Series    | Тверде (i) | Жиль Сімон             | 4–6, 3–6                |
| Поразка   | 10–9  | Лют 2014 | Open 13, Франція                                  | 250 Series    | Тверде (i) | Ернестс Гулбіс         | 6–7(5–7), 4–6           |
| Перемога  | 11–9  | Сер 2014 | Мастерс Канада, Канада                            | Masters 1000  | Тверде     | Роджер Федерер         | 7–5, 7–6(7–3)           |
| Перемога  | 12–9  | Вер 2015 | Moselle Open, Франція (3)                         | 250 Series    | Тверде (i) | Жиль Сімон             | 7–6(7–5), 1–6, 6–2      |
| Поразка   | 12–10 | Жов 2015 | Мастерс Шанхай, КНР                               | Masters 1000  | Тверде     | Новак Джокович         | 2–6, 4–6                |
| Поразка   | 12–11 | Жов 2016 | Vienna Open, Австрія                              | 500 Series    | Тверде (i) | Енді Маррей            | 3–6, 6–7(6–8)           |
| Перемога  | 13–11 | Лют 2017 | Rotterdam Open, Нідерланди                        | 500 Series    | Тверде (i) | Давід Ґоффен           | 4–6, 6–4, 6–1           |
| Перемога  | 14–11 | Лют 2017 | Open 13, Франція (3)                              | 250 Series    | Тверде (i) | Люка Пуй               | 6–4, 6–4                |
| Перемога  | 15–11 | Тра 2017 | ATP Lyon Open, Франція                            | 250 Series    | Ґрунт      | Томаш Бердих           | 7–6(7–2), 7–5           |
| Перемога  | 16–11 | Жов 2017 | European Open, Бельгія                            | 250 Series    | Тверде (i) | Дієго Шварцман         | 6–3, 7–5                |
| Поразка   | 16–12 | Жов 2017 | Vienna Open, Австрія                              | 500 Series    | Тверде (i) | Люка Пуй               | 1–6, 4–6                |
| Перемога  | 17–12 | Лют 2019 | Open Sud de France, Франція                       | 250 Series    | Тверде (i) | П'єр-Юг Ербер          | 6–4, 6–2                |
| Перемога  | 18–12 | Вер 2019 | Moselle Open, Франція (4)                         | 250 Series    | Тверде (i) | Аляж Бедене            | 6–7(4–7), 7–6(7–4), 6–3 |

### Парний розряд: 8 (4 титули, 4 поразки)
| Легенда                       |
| ----------------------------- |
| Турніри Великого шолома (0–0) |
| ATP World Tour Фінали (0–0)   |
| Тур ATP Мастерс 1000 (1–0)    |
| Олімпійські Ігри (0–1)        |
| Тур ATP 500 (0–0)             |
| Тур ATP 250 (3–3)             |

| Титули за покриттям |
| ------------------- |
| Тверде (3–3)        |
| Ґрунт (0–0)         |
| Трава (0–1)         |
| Килим (1–0)         |

| Титули by setting |
| ----------------- |
| Outdoors (3–1)    |
| Indoors (1–3)     |

| Результат | В-П | Дата     | Турнір                                                                             | Tier          | Покриття   | Партнер          | Опоненти                              | Рахунок                |
| --------- | --- | -------- | ---------------------------------------------------------------------------------- | ------------- | ---------- | ---------------- | ------------------------------------- | ---------------------- |
| Перемога  | 1–0 | Жов 2007 | Open Sud de France, Франція                                                        | International | Килим (i)  | Себастьян Грожан | Лукаш Кубот Ловро Зовко               | 6–4, 6–3               |
| Перемога  | 2–0 | Січ 2008 | Sydney International, Австралія                                                    | International | Тверде     | Рішар Гаске      | Боб Браян Майк Браян                  | 4–6, 6–4, [11–9]       |
| Перемога  | 3–0 | Січ 2009 | Brisbane International, Австралія                                                  | 250 Series    | Тверде     | Марк Жікель      | Фернандо Вердаско Міша Зверєв         | 6–4, 6–3               |
| Перемога  | 4–0 | Жов 2009 | Мастерс Шанхай, КНР                                                                | Masters 1000  | Тверде     | Жульєн Беннето   | Маріуш Фирстенберг Марцин Матковський | 6–2, 6–4               |
| Поразка   | 4–1 | Лют 2011 | Open 13, Франція                                                                   | 250 Series    | Тверде (i) | Жульєн Беннето   | Робін Гаасе Кен Скупскі               | 3–6, 7–6(7–4), [11–13] |
| Поразка   | 4–2 | Лют 2012 | Open 13, Франція (2)                                                               | 250 Series    | Тверде (i) | Дастін Браун     | Ніколя Маю Едуар Роже-Васслен         | 6–3, 3–6, [6–10]       |
| Поразка   | 4–3 | Сер 2012 | Теніс на літніх Олімпійських іграх 2012 — чоловічий парний турнір, Велика Британія | Olympics      | Трава      | Мікаель Льодра   | Боб Браян Майк Браян                  | 4–6, 6–7(2–7)          |
| Поразка   | 4–4 | Вер 2013 | Moselle Open, Франція                                                              | 250 Series    | Тверде (i) | Ніколя Маю       | Юган Брунстрем Равен Класен           | 4–6, 6–7(5–7)          |